# Heterocycles
Heterocycles é uma revista científica publicada desde 1973 pelo Japan Institute of Heterocyclic Chemistry (Instituto de Química Heterocíclica do Japão). Fora do Japão, é publicada pela editora Elsevier. O fator de impacto da publicação é 1,079 (2014).